# مودیوروشکا
مودیوروشکا (به مجاری:  Mogyoróska) یک منطقهٔ مسکونی در مجارستان است که در بورشود-آبااوی-زمپلن واقع شده‌است.